# Аксайчин
Аксайчин (кит. упр. 阿克赛钦, пиньинь Ākèsàiqīn, уйг. ак сай‎ «белый овраг», хинди अकसाई चिन, урду اکسائی چن‎) — территория, находящаяся под контролем КНР, состоит из северо-восточной части Кашмира. Большая часть территории находится в ведении Синьцзян-Уйгурского автономного района, а остальная часть — в ведении Тибетского автономного района. Аксайчин граничит с союзной территорией Индии Ладакх на юго-западе.
Территория де-факто под КНР, но оспаривается Индией, которая включает этот регион в союзную территорию Ладакх. Аксайчин является одним из двух основных территориальных споров между Индией и КНР, вторая спорная территория — индийский штат Аруначал-Прадеш.
Аксайчин (дословно переводится с уйгурского языка как «белый овраг Чин») представляет собой обширную высокогорную соляную пустыню, расположенную на высоте до 5000 м. Географически является частью Тибетского плато. Местных жителей в районе практически нет, как и постоянных поселений. Осадков выпадает мало, поскольку окружающие горы препятствуют движению воздушных масс.

## История

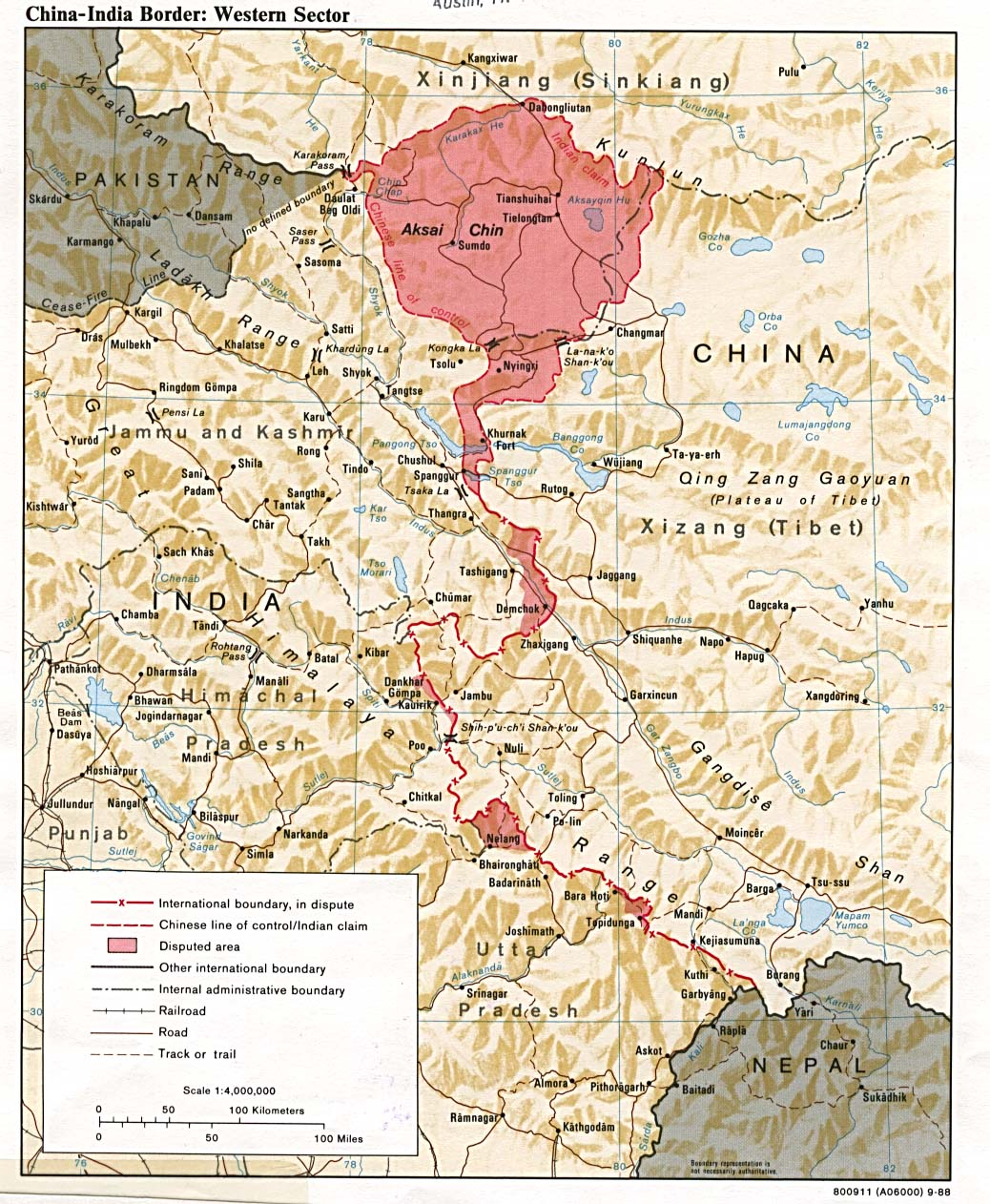
Граница между КНР и Индией с отмеченным регионом Аксайчин

Исторически Аксайчин был частью Гималайского королевства Ладакх до его захвата Кашмиром в XIX веке, затем вошёл в состав Британской Индии — 24 марта 1914 года в Дели, путём тайного обмена письмами между Тибетом и Британской Индией (перед Симлской конференцией) была проведена демаркационная Линия Мак-Магона. Китай, не признававший суверенитет Тибета, возникший в ходе Британско-китайской войны 1903—1904 годов (закончившейся штурмом и взятием Лхасы британскими войсками и бегством Далай-ламы XIII в Монголию), в поисках военной помощи у Российской империи и вследствие революции 1911 года, не признал и данное соглашение, о чём, не зная о тайной договорённости, заявил представитель Китая на Симлской конференции Чэнь Ифань 3 июля 1914 года.
Одной из причин Индо-китайской войны 1962 года был факт обнаружения Индией построенной Китаем дороги через спорные, согласно линии Мак-Магона, не признаваемой Китаем, территории. Китайское национальное шоссе 219, соединяющее Тибет и Синьцзян-Уйгурский автономный район, проходит через крохотный городок Тяньшуйхай в Аксайчине, который приобрёл стратегическую важность для Китая. Большая часть дороги расположена выше 4000 м над уровнем моря.
Индия рассматривает Аксайчин как неотъемлемую часть исторической области Ладакх — восточной части Джамму и Кашмира. В августе 2019 года Индия лишила Джамму и Кашмир автономии и учредила новую союзную территорию Ладакх, в которую было включено и плато Аксайчин, что осудил Китай.

## Модель ландшафта с Google Earth
В июне 2006 года на спутниковом снимке Google Earth с координатами 38°16′ с. ш. 105°57′ в. д.в 35 км на юго-запад от города Иньчуань (столицы Нинся-Хуэйского автономного района) была обнаружена выстроенная модель ландшафта восточной части Аксайчина и прилегающих районов Тибета в масштабе 1:500 с высокой степенью точности и детализации. Модель размером 900 м × 700 м была окружена вспомогательными строениями, грузовиками и наблюдательными постами.
Поскольку моделирование ландшафта используется для военных учений, появились различные версии о назначении данного объекта:
- тренировочный полигон для беспилотных летательных аппаратов для отработки траекторий бомбометания и схем рассеивания;
- модель для изучения схем рассеивания химического или биологического оружия;
- танковый полигон;
- модель для моделирования водосборного бассейна, построенная в целях климатологических исследований.

По утверждению местных властей, модель является танковым полигоном, который был построен в 1998—1999 годах.